# Regirock
Regirock és una de les espècies que apareixen a la franquícia Pokémon. És de tipus roca.